# Louisiana megvásárlása

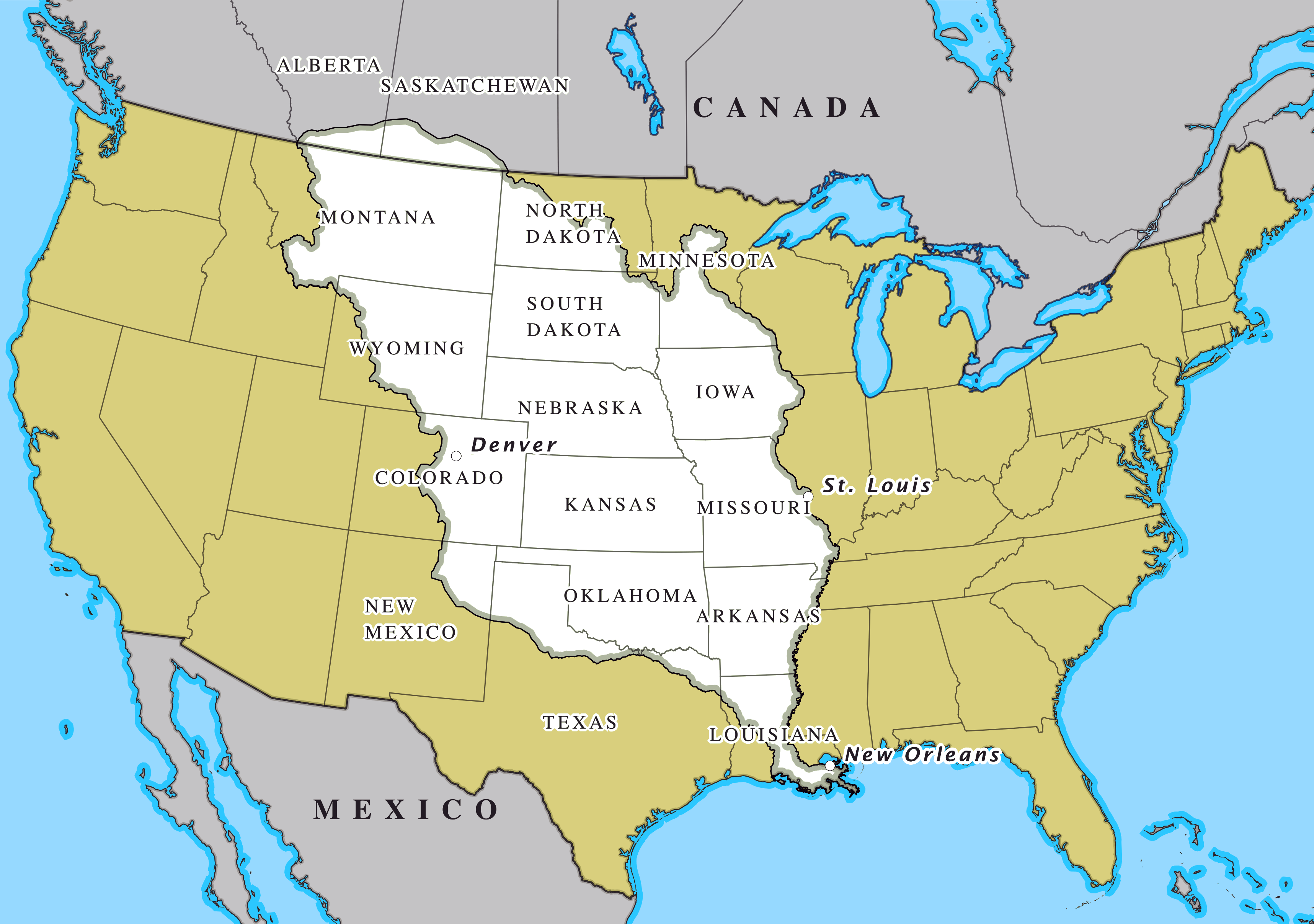
A megvásárolt földterület

Louisiana megvásárlása (angol nyelven: Louisiana Purchase, francia nyelven: Vente de la Louisiane, azaz Louisiana eladása) az akkor Louisianának nevezett területnek az Amerikai Egyesült Államok által az Első Francia Köztársaságtól 1803-ban történt megvásárlása volt. Ez a Mississippi folyó vízgyűjtő medencéjének a folyótól nyugatra fekvő területének nagy részét jelentette, azaz a mai Louisiana államnál lényegesen nagyobb területet. 15 millió dollárért, vagyis négyzetmérföldenként körülbelül 18 dollárért az Egyesült Államok névlegesen összesen 828 000 négyzetmérföldet (2 140 000 km²) szerzett Közép-Amerikában. Franciaország azonban ennek a területnek csak egy kis töredékét ellenőrizte, amelynek nagy részét amerikai őslakosok lakták; gyakorlatilag a terület nagy részét illetően az Egyesült Államok elővásárlási jogot szerzett arra, hogy szerződéssel vagy hódítással szerezzen indián földeket, más gyarmatosító hatalmak kizárásával.
A Francia Királyság 1682-től ellenőrizte a louisianai területet, amíg 1762-ben át nem engedte Spanyolországnak. 1800-ban Bonaparte Napóleon, a Francia Köztársaság első konzulja visszaszerezte Louisiana tulajdonjogát toszkánai területekért cserébe, egy szélesebb körű, a francia gyarmatbirodalom észak-amerikai visszaállítására irányuló erőfeszítés részeként. Mivel azonban Franciaország nem tudta elfojtani a Saint-Domingue-i felkelést, valamint az Egyesült Királysággal való újabb háború kilátásba helyezése arra késztette Napóleont, hogy fontolóra vegye Louisiana eladását az Egyesült Államoknak. Louisiana megszerzése Thomas Jefferson elnök hosszú távú célja volt, aki különösen szerette volna megszerezni a Mississippi folyó fontos kikötője, New Orleans feletti ellenőrzést. Jefferson James Monroe-t és Robert R. Livingstont bízta meg New Orleans megvásárlásával. François Barbé-Marbois francia pénzügyminiszterrel tárgyalva az Egyesült Államok képviselői a felajánlást követően gyorsan beleegyeztek, hogy megvásárolják Louisiana teljes területét. A Föderalista Párt ellenállását legyőzve Jefferson és James Madison külügyminiszter meggyőzte a Kongresszust, hogy ratifikálja és finanszírozza a Louisiana-vásárlást.
A Louisiana-vásárlás kiterjesztette az Egyesült Államok szuverenitását a Mississippi folyón túlra, csaknem megduplázva az ország névleges méretét. A vásárlás tizenöt jelenlegi amerikai állam területét és két kanadai tartományt foglalt magába, köztük Arkansas, Missouri, Iowa, Oklahoma, Kansas és Nebraska teljes területe; Észak-Dakota és Dél-Dakota nagy része; Montana, Wyoming és Colorado területe a kontinentális választóvonaltól keletre; Minnesota Mississippi folyótól nyugatra eső része; Új-Mexikó északkeleti része; Texas északi részei; New Orleans és a jelenlegi Louisiana állam Mississippi folyótól nyugatra eső részei; valamint kisebb területrészek Albertán és Saskatchewanban. A felvásárlás idején Louisiana területének nem őslakos lakossága mintegy 60 000 fő volt, amelynek fele rabszolgasorban élő afrikai volt. 1819-ben a felvásárlás nyugati határait később a spanyolokkal kötött Adams–Onís-egyezmény, míg a felvásárlás északi határait a britekkel kötött 1818-as szerződés szabályozta.